# Isthmohyla infucata
Isthmohyla infucata é uma espécie de anfíbio anuro da família Hylidae. Está presente no Panamá. A UICN classificou-a como deficiente de dados.